# Nancy Olson
Pour les articles homonymes, voir Olson.
Nancy Olson, née le 14 juillet 1928 à Milwaukee (Wisconsin), est une actrice américaine nommée aux Oscars dans la catégorie meilleure second rôle féminin pour Boulevard du crépuscule.

## Filmographie

### Cinéma

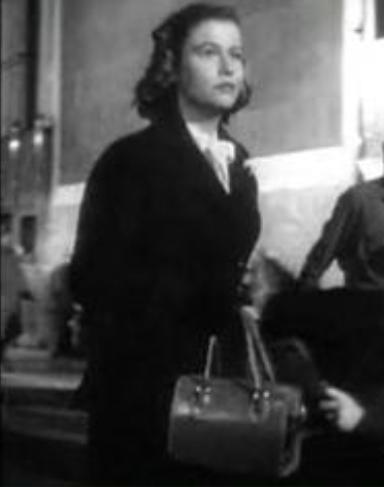
Dans Midi, gare centrale (1950).

- 1949 : Le Portrait de Jennie (Portrait of Jennie) de William Dieterle : Une adolescente dan une galerie d'art
- 1949 : Boulevard du crépuscule (Sunset Boulevard) de Billy Wilder : Betty Schaefer
- 1949 : Canadian Pacific d'Edwin L. Marin : Cecille Gautier
- 1950 : Midi, gare centrale (Union Station) de Rudolph Maté : Joyce Willcombe
- 1950 : Mr. Music de Richard Haydn : Katherine Holbrook
- 1951 : Les Amants de l'enfer (Force of Arms) de Michael Curtiz : Lt. Eleanor MacKay
- 1951 : Duel sous la mer (Submarine Command) de John Farrow : Carol
- 1952 : Big Jim McLain d'Edward Ludwig : Nancy Vallon
- 1953 : Mon grand (So Big) de Robert Wise : Dallas O'Mara
- 1954 : L'Homme des plaines (The Boy from Oklahoma) de Michael Curtiz :
- 1954 : Le Cri de la victoire (Battle cry) Raoul Walsh : Pat Rogers
- 1960 : Pollyanna de Robert Stevenson : Nancy Furman
- 1960 : Monte là-d'ssus (The Absent Minded Professor) de David Swift : Betsy Carlisle
- 1961 : Après lui, le déluge (Son of Flubber) de Robert Stevenson : Elizabeth Brainard
- 1969 : Smith ! de Michael O'Herlihy ; Norah Smith
- 1972 : 3 Étoiles, 36 Chandelles (Snowball Express) de Norman Tokar ; Sue Baxter
- 1974 : 747 en péril (Airport 1975) de Jack Smight : Mme Abbott
- 1982 : Making love, d'Arthur Hiller : Christine
- 1997 : Flubber, d'Les Mayfield : La secrétaire Ford
- 2014 : Dumbbells de Christopher Livingston : Bianca Cummings

### Télévision
- 1959 : Alfred Hitchcock présente (Série TV) : Jan Manning
- 1960 : Startime (Série TV) : Peggy Thomas
- 1961 : Alcoa Premiere (en) (Série TV) : Amber Baring
- 1963 : Channing (Série TV) : Jessica Landon
- 1965 : La grande vallée (The Big Valley) (Série TV) : Julia
- 1971 : Les Règles du jeu (The Name of the Game) (Série TV) : Ann Latham
- 1976 : Kingston: Confidential (Série TV) : Jessica Frazier
- 1977 : Barnaby Jones (Série TV) : Thelma Thompson
- 1984 : Paper Dolls (Série TV) : Marjorie Harper